# Vue matérialisée
En informatique, dans les systèmes de gestion de base de données de type relationnel, une vue est une table virtuelle représentant le résultat d’une requête sur la base. Comme son nom l'indique et à la différence d'une vue standard, dans une vue matérialisée les données sont dupliquées. On l’utilise essentiellement à des fins d'optimisation et de performance dans le cas où la requête associée est particulièrement complexe ou lourde, ou pour faire des réplications de table.
La fraîcheur des données de la vue matérialisée dépend des options choisies lors de sa création. Le décalage entre les données de la table maître et la vue matérialisée peut être nul (rafraîchissement synchrone) ou d'une durée planifiée : heure, jour, etc.
Suivant le contexte il existe différents types de vue matérialisée possibles : sur clé primaire, rowid (identifiant unique des tuples), et plus ou moins complexes : avec fonctions d'agrégation, sous-requêtes, jointures, etc.

## Exemples
- Syntaxe minimale pour la création d'une vue matérialisée sous Oracle :

```
CREATE
 
MATERIALIZED
 
VIEW
 
MV1

AS
 
SELECT
 
Col1
,
 
Col2
,
 
[...],
 
Coln
 
FROM
 
scott
.
emp

```

- Requête de création d'une vue matérialisée avec précision de la fréquence de rafraichissement sous Oracle :

```
CREATE
 
MATERIALIZED
 
VIEW
 
MV_UneVueMaterialisee

REFRESH
 
FAST
 

START
 
WITH
 
SYSDATE

NEXT
 
SYSDATE
 
+
 
1

AS
 
SELECT
 
Col1
,
 
Col2
,
 
[...],
 
Coln
 
FROM
 
monSchema
.
MaTable
;

```

- Pour retrouver le select d'une vue matérialisée sous Oracle :

```
SELECT
 
QUERY
 
FROM
 
ALL_MVIEWS

WHERE
 
MVIEW_NAME
=
'MV1'

```